# Union megye (Ohio)
Union megye az Amerikai Egyesült Államokban, azon belül Ohio államban található. Megyeszékhelye Marysville, legnagyobb városa Marysville. Lakosainak száma 62 784 fő (2020. április 1.). Union megye Marion, Madison, Delaware, Franklin, Hardin, Champaign és Logan megyékkel határos.

## Népesség
A megye népességének változása:
| Lakosok száma | 52 427 | 53 096 | 52 786 | 53 306 | 54 277 | 62 784 |
|               | 2010   | 2011   | 2012   | 2013   | 2015   | 2020   |